# 加美鞍作
加美鞍作（かみくらつくり）は、大阪府大阪市平野区にある町名。現行行政地名は加美鞍作一丁目から加美鞍作三丁目。

## 地理
平野区の北東部に位置し、東に加美南、西に加美西、北に加美東、南に八尾市と接している。

### 河川
- 平野川

## 歴史

### 沿革
1974年（昭和49年）、大阪市東住吉区加美正覚寺町・平野市町・加美諏訪山町1 - 5丁目・加美神明町1 - 5丁目・加美絹木町1 - 5丁目・加美細田町1 - 6丁目の各一部より、平野区加美鞍作1 - 3丁目が成立。

## 世帯数と人口
2024年（令和6年）9月30日現在（大阪市発表）の世帯数と人口は以下の通りである。
| 丁目           | 世帯数    | 人口    |
| -------------- | --------- | ------- |
| 加美鞍作一丁目 | 741世帯   | 1,544人 |
| 加美鞍作二丁目 | 733世帯   | 1,514人 |
| 加美鞍作三丁目 | 892世帯   | 1,425人 |
| 計             | 2,366世帯 | 4,483人 |

### 人口の変遷
国勢調査による人口の推移。
| 1995年（平成7年）  | 4,034人 | [ 6 ]  |  |
| 2000年（平成12年） | 4,360人 | [ 7 ]  |  |
| 2005年（平成17年） | 4,730人 | [ 8 ]  |  |
| 2010年（平成22年） | 4,673人 | [ 9 ]  |  |
| 2015年（平成27年） | 4,521人 | [ 10 ] |  |
| 2020年（令和2年）  | 4,520人 | [ 11 ] |  |

### 世帯数の変遷
国勢調査による世帯数の推移。
| 1995年（平成7年）  | 1,675世帯 | [ 6 ]  |  |
| 2000年（平成12年） | 1,827世帯 | [ 7 ]  |  |
| 2005年（平成17年） | 2,034世帯 | [ 8 ]  |  |
| 2010年（平成22年） | 1,966世帯 | [ 9 ]  |  |
| 2015年（平成27年） | 1,964世帯 | [ 10 ] |  |
| 2020年（令和2年）  | 2,199世帯 | [ 11 ] |  |

## 学区
市立小・中学校に通う場合、学区は以下の通りとなる。なお、小学校・中学校入学時に学校選択制度を導入しており、通学区域以外に通学区域に隣接している小学校・平野区内にある中学校から選択することも可能。
| 丁目           | 番   | 小学校                 | 中学校               |
| -------------- | ---- | ---------------------- | -------------------- |
| 加美鞍作一丁目 | 全域 | 大阪市立加美南部小学校 | 大阪市立加美南中学校 |
| 加美鞍作二丁目 | 全域 | 大阪市立加美南部小学校 | 大阪市立加美南中学校 |
| 加美鞍作三丁目 | 全域 | 大阪市立加美南部小学校 | 大阪市立加美南中学校 |

## 事業所
2021年（令和3年）現在の経済センサス調査による事業所数と従業員数は以下の通りである。
| 丁目           | 事業所数  | 従業員数 |
| -------------- | --------- | -------- |
| 加美鞍作一丁目 | 85事業所  | 416人    |
| 加美鞍作二丁目 | 58事業所  | 363人    |
| 加美鞍作三丁目 | 69事業所  | 632人    |
| 計             | 212事業所 | 1,411人  |

## 交通

### 鉄道
- 西日本旅客鉄道
  - 関西本線 加美駅

### バス
2020年4月現在
- 大阪シティバス[15]
  - 9号系統：加美南三丁目 - 加美鞍作三丁目
  - 19号系統：加美

### 道路
- 国道165号
- 大阪府道5号大阪港八尾線

## 施設
- 平野警察署 加美交番
- 平野区役所北部サービスセンター[16]
- 大阪市農業協同組合 本店[17]
- 平野消防署 加美出張所
- 奥田家住宅（国・重要文化財）
- 鞍作寺
- 東阿朝鮮人会館（朝鮮総連東阿支部）
- 菅原神社

## その他

### 日本郵便
- 〒547-0004[3]（集配局：平野郵便局[18]）